# Jardins del Príncep
|  | Per a altres significats, vegeu Jardins del Príncep de Girona. |

Els Jardins del Príncep, coneguts també com a parc o jardins d'en Porcar, és un parc urbà de Tortosa (Baix Ebre) inclòs a l'Inventari del Patrimoni Arquitectònic de Catalunya.

## Descripció
Ocupa el lloc d'un antic balneari, als anys vuitanta abandonat, situat al sector nord-oest del barri de Remolins. Hi ha un sector construït, on s'ubicaven les instal·lacions per tractar l'aigua, les estances del balneari, i un gran jardí que arriba fins a la muralla del segle XIV que encara tanca el barri per l'est i les construccions de la Suda. Actualment el jardí, que combina la vegetació amb sectors de passeig, glorietes, etc., resta interromput per la carretera que puja a la Suda des de Remolins.

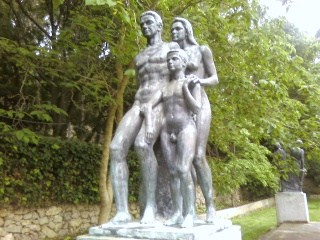
Escultura Inici de la vida, de l'escultor castellà Santiago de Santiago

L'edifici central del balneari d'en Porcar és una construcció de tipus modernista però amb poca decoració. És de planta rectangular, ocupada per dues edificacions adossades i amb façana a un pati d'accés que resta tancat per les edificacions veïnes del barri. El primer dels edificis esmentats té planta i un pis, amb coberta de teulada a dos vessants. Contigu hi ha el segon, de planta rectangular en forma de torreta coberta amb teulada a quatre vessants. Té quatre plantes, la darrera oberta a l'exterior mitjançant una petita arcada de finestres amb arc de mig punt a les quatre bandes. Entre aquests dos cossos n'hi ha un tercer d'intermedi, més baix, amb terrassa oberta al pati. Al voltant d'aquest cos central s'aixequen altres construccions auxiliars. Entre el sector construït i el jardí hi ha el carrer de la Figuereta, creuat per un pas elevat.

## Història
Data del darrer terç del segle xix. Es coneix un informe de 1897 sobre les fonts del balneari, d'aigües bicarbonatades ferruginoses indicades per guarir anèmies. Com a balneari prengué molta fama a començament del segle xx, però el 1923 va tancar les portes arran dels avanços mèdics i la il·legalització del joc. Al solar del teatre, que aquell any es va cremar, s'hi va instal·lar una terrassa d'estiu, que va estar activa fins al 1942. La congregació salesiana de les Filles de Maria Auxiliadora va comprar els edificis que encara s'aguantaven drets del balneari que, adornat i enjardinat amb escultures religioses, va esdevenir centre per a aspirants i postulants a la comunitat religiosa femenina. El 1957 hi van obrir una escola d'ensenyament primari. Quan les salesianes van abandonar la ciutat, el 1970, l'Ajuntament de Tortosa va adquirir els terrenys.

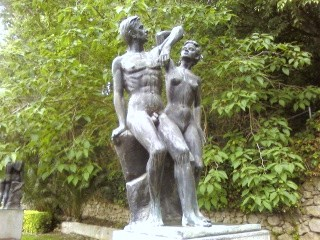
L'escultura anomenada Home en particular

El 10 d'abril de 1989, l'Ajuntament va aprovar la proposta de la Fundació José Celma Prieto de fer un museu d'escultures als jardins romàntics de l'antic balneari de Porcar, que es va encarregar a l'artista Santiago de Santiago Hernández. El projecte va ser sufragat per la Fundació esmentada i fou inaugurat per l'aleshores Príncep d'Astúries i de Girona, actual rei Felip VI, el 23 de setembre de 1991. Des de llavors, l'indret és anomenat Jardins del Príncep.
Els jardins i els 24 grups escultòrics foren objecte de rehabilitació el 2013.